# عامر جاموس
عامر راسم عادل جاموس (مواليد 3 يوليو 2002) هو لاعب كرة قدم أردني محترف يلعب في مركز الوسط لنادي الوحدات في الدوري الأردني للمحترفين، كما يمثل المنتخب الأردني لكرة القدم.

## المسيرة مع الأندية

### الجزيرة
بدأ عامر جاموس مسيرته في نادي الجزيرة (عمان), وكان لاعباً أساسياً ثابتاً في التشكيلة.

### الوحدات (إعارة)
بدأ نادي الوحدات إبداء اهتمامه بضم اللاعب عامر جاموس منذ 11 ديسمبر 2022. وفي الشهر التالي، انضم ناديَا الحسين (إربد) والفيصلي (عمان) إلى سباق التعاقد معه.
وفي 25 يناير 2023، توصل جاموس إلى اتفاق للانتقال إلى الوحدات على سبيل الإعارة من نادي الجزيرة لموسم واحد، في ظل الأزمة المالية التي كان يعاني منها الجزيرة عقب هبوطه إلى دوري الدرجة الأولى الأردني. وصرّح اللاعب لاحقًا بأن نادي الوحدات أبدى اهتمامًا أكبر به مقارنةً بالحسين والفيصلي. وقدرت قيمة الإعارة بنحو 50 ألف دينار أردني. وأُنجزت الصفقة رسميًا في 10 فبراير 2023.
في 18 مايو 2023، نشب خلاف حاد بين جاموس وحارس مرمى الحسين (إربد), عبد الله الزعبي، بعد أن أوقف جاموس هجمة مرتدة لفريقه السابق.
ساهم جاموس لاحقًا في تتويج الوحدات بلقب كأس الأردن.

#### عودة قصيرة إلى الجزيرة
عاد عامر جاموس إلى نادي الجزيرة (عمان) عقب انتهاء إعارته التي استمرت موسمًا كاملًا، وكان الفريق قد عاد حينها إلى دوري المحترفين الأردني. إلا أن عودته لم تدم طويلًا بسبب الأزمة المالية المستمرة التي يعاني منها النادي، والتي اضطرته إلى الاستغناء عن عدد من لاعبيه.
دخل نادي الوحدات بعد ذلك في مفاوضات مع الجزيرة من أجل التعاقد مع جاموس بشكل نهائي.

### الوحدات
في 2 سبتمبر 2024، عاد عامر جاموس إلى نادي الوحدات بعد أن وافق الجزيرة على صفقة تتراوح قيمتها بين 50 و65 ألف دينار أردني. وقد وقع عقدًا دائمًا لمدة ثلاثة مواسم. وصرح في مقابلة أنه يأمل في تحقيق الألقاب مع الوحدات، وكذلك تمثيل منتخب بلاده في كأس العالم.

## المسيرة الدولية
كان عامر جاموس لاعبًا في الفئات الشبابية للمنتخب الأردني، حيث مثّل المنتخب الأردني تحت 23 عامًا في كأس آسيا تحت 23 سنة 2024 التي أُقيمت في قطر.
كما تم استدعاؤه إلى صفوف المنتخب الأردني الأول ضمن تصفيات كأس العالم 2026.

## الإنجازات
الوحدات
- كأس الأردن لكرة القدم: 2023–24 كأس الأردن.